# Rodrigo Dangond Lacouture
Rodrigo Dangond Lacouture (Villanueva, La Guajira, 22 de marzo de 1936 – Barranquilla, Atlántico, 18 de junio de 2021) fue un odontólogo, político, filántropo y empresario colombiano.
A lo largo de su vida pública fue gobernador del departamento de La Guajira, senador de la república y militante del Partido Conservador Colombiano. Fuera del ámbito político, Rodrigo inicio como odontólogo en Barranquilla, ciudad donde ejerció su profesión tras graduarse de la Universidad Pontificia Javeriana. Posteriormente, incursionó en el ámbito empresarial, especialmente en el sector agrícola, dedicándose a la producción algodonera y ganadera. En el gremio algodonero, fue presidente de la Federación Nacional de Algodoneros y miembro de la junta directiva de la Corporación Algodonera del Litoral (CORAL). En el sector ganadero, ocupó cargos como miembro de la junta directiva de la Federación Nacional de Ganaderos (FEDEGÁN) y presidente de la Federación de Ganaderos de la Costa (FEGACOSTA). Asimismo, fue designado por el presidente Belisario Betancur Cuartas como representante en las juntas directivas de Carbones de Colombia (CARBOCOL) y de la Corporación Eléctrica de la Costa (CORELCA).
Rodrigo tambien tuvo participación en sectores como las telecomunicaciones, siendo dueño de la emisora 1060 AM Radio Delfín y socio en la empresa de telefonía Occel (precursora de lo que posteriormente sería Claro Colombia). También incursionó en el desarrollo comercial e inmobiliario, siendo uno de los promotores del centro comercial Unicentro Valledupar. Rodrigo también tuvo inversiones en el sector manufacturero, incluyendo industrias de plásticos y madera.

## Carrera pública

### Senador de la República de Colombia (1986‑1991)
Entre 1986 y 1991, Rodrigo Dangond Lacouture fue senador de la República de Colombia, durante cuyo periodo participó en debates relacionados con los intereses del departamento de La Guajira. Uno de los temas más destacados de su labor legislativa fue el relacionado con el pozo gasífero de Chuchupa, en el que argumentó que el departamento tenía derecho a recibir regalías por la explotación del recurso. Como resultado de sus gestiones, se logró que La Guajira comenzara a recibir dichas regalías.
En ese contexto, sostuvo diferencias políticas con varios funcionarios del gobierno del presidente Virgilio Barco, entre ellos los ministros de Minas y Energía, Guillermo Perry Rubio y Óscar Mejía; el ministro de Obras Públicas, Luis Fernando Jaramillo; y la directora del Departamento Nacional de Planeación, María Mercedes Cuéllar de Martínez. Su participación más notable en el Senado incluyó un debate de control político dirigido al ministro Perry, en el que expresó críticas sobre su manejo del caso Chuchupa y planteó inquietudes respecto a posibles conflictos de interés relacionados con la adjudicación de contratos a empresas en las que, según Dangond, el ministro podría haber tenido intereses económicos.
Durante el gobierno del presidente César Gaviria, Dangond continuó interviniendo en temas energéticos y solicitó al entonces ministro de Minas, Luis Fernando Vergara Munarriz, la construcción de un gasoducto entre Chuchupa y Barrancabermeja. Esta infraestructura fue ejecutada en 1990 y permitió el transporte de gas hacia otras regiones, incluyendo parte del departamento de La Guajira.
Fue autor de diversos proyectos de ley, entre los que se destacan iniciativas sobre protección a la maternidad, protección de menores y la nacionalización de carreteras en el departamento de La Guajira. También participó en los debates sobre la construcción de la represa del río Ranchería, promoviendo esta obra como una necesidad para el desarrollo regional.

### Gobernador del departamento de La Guajira (1983‑1984)
Durante su gestión como gobernador del departamento de La Guajira, Rodrigo Dangond Lacouture impulsó obras de infraestructura orientadas al desarrollo regional, con especial énfasis en servicios públicos, vías, educación y saneamiento básico. En el ámbito de electrificación rural y urbana, Rodrigo logró la electrificación de Manaure, del barrio 14 de junio en Urumita, de los caseríos Las Flores, Los Sanjones, Juncalito y Veracruz, los pozos de Bocas del Monte y Sitio Nuevo y el corregimiento de Mingueo. Además, construyó una subestación encapsulada en Cuestecita.
En materia de saneamiento, Rodrigo como gobernador hizo el alcantarillado en los municipios de Maicao, Fonseca, Manaure, Villanueva, Uribia, y Urumita, así como la construcción de plantas de tratamiento de aguas residuales en Villanueva y Manaure. Dentro del sector agroindustrial, se construyó el frigorífico de Villanueva. En educación, se realizó el Colegio San José de Maicao y un edificio de dos plantas del Colegio Roque de Alba en Villanueva.
En infraestructura urbana y comercial, desarrolló el mercado público de Riohacha. Asimismo, se realizaron los estudios de factibilidad para el aprovechamiento del río Ranchería en Fonseca. En el área de transporte, se asfaltaron los tramos El Tablazo, Los Pozos, Corraleja, Cañaverales, Conejo, Fonseca, y la vía San Juan del Cesar–Los Pondores. También fue responsable del diseño y construcción de la variante de Villanueva y de la variante La Florida, como parte de la Transversal del Caribe.

## Filantropía

### Institución Educativa Silvestre Francisco Dangond Daza
Tras el fallecimiento de su padre, Silvestre Dangond Daza en 1966, se dejó estipulado en su testamento que su casa en Villanueva sería donada para la creación de un hogar destinado a niñas provenientes de los sectores más vulnerables del municipio. En dicho testamento, Rodrigo y su hermano Juan Manuel Dangond Lacouture fueron nombrados albaceas, por lo que asumieron la responsabilidad de llevar adelante el proyecto. En colaboración con las monjas de Villanueva que ya dirigían el Colegio Femenino de Villanueva, en 1968 comenzó a funcionar el "Amparo de Niñas", con 40 niñas seleccionadas entre las familias más pobres de la región.
Para garantizar su bienestar, los hermanos Dangond gestionaron con el Instituto Colombiano de Bienestar Familiar (ICBF) el suministro de alimentos, atención psicosocial y artículos de higiene personal. Desde entonces, el ICBF ha mantenido su apoyo en la alimentación de las estudiantes. Cuando la población estudiantil alcanzó las 100 alumnas, Rodrigo y Susana Echavarría de Dangond —esposa de Juan Manuel— donaron un lote adicional para permitir la ampliación de las instalaciones.
En 1973, la Secretaría de Educación Departamental otorgó el reconocimiento oficial como institución educativa de educación básica, ya que el Amparo contaba con niveles completos de preescolar y primaria. A partir de 1995 se dio inicio al proceso de ampliación del nivel educativo, el cual se concretó en 1998 con la inclusión del noveno a undécimo grado. Con esta consolidacion se implemento una área optativa de "Educación para el Trabajo y el Hogar", que rescató oficios tradicionales. Gracias a estos programas, la institución obtuvo un premio nacional y fue reconocida como un proyecto educativo sobresaliente en el Auditorio Alfonso López de la Universidad Nacional en Bogotá, mediante el Decreto 2039. Años más tarde, el colegio pasó a llamarse Institución Educativa Silvestre Francisco Dangond Daza, en honor a su fundador.
Con el tiempo, la institución continuó su crecimiento hasta que se logró una expansión definitiva en un lote de 4 hectáreas a las afueras de Villanueva. Estas instalaciones tienen capacidad para albergar a más de 1.300 estudiantes. En sus últimos años, Rodrigo instauró una tradición de becas académicas, financiando anualmente los estudios universitarios de los 15 mejores bachilleres de cada promoción en la Universidad de La Guajira, una iniciativa que continúa siendo sostenida por su familia hasta el día de hoy.

## Obras publicadas
- Mis debates con sed de justicia!